# Danny Blum
Danny Blum (* 7. Januar 1991 in Frankenthal (Pfalz)) ist ein deutscher Fußballspieler, der zuletzt beim 1. FC Nürnberg unter Vertrag stand.

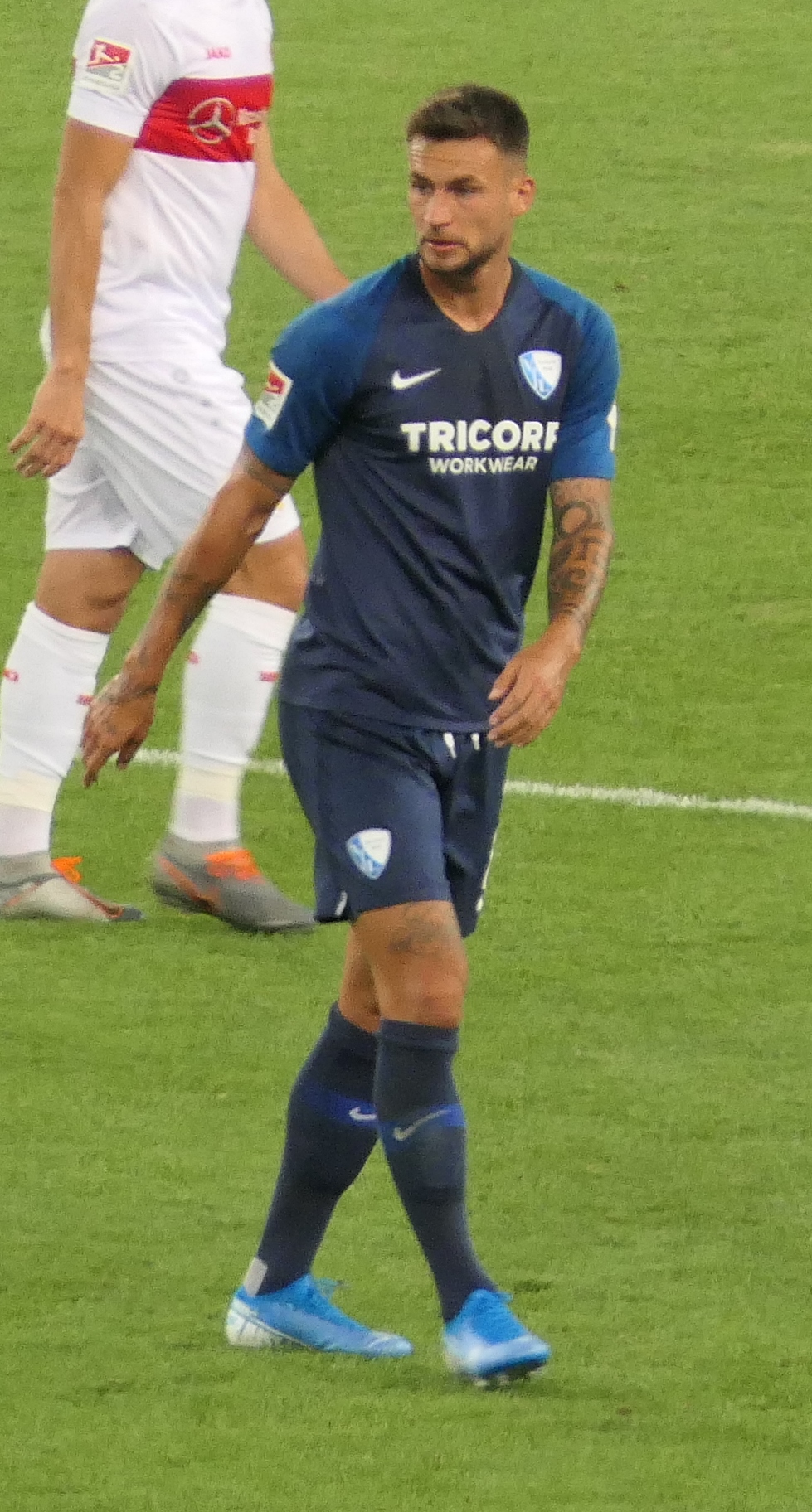
Danny Blum beim VfL Bochum 2019

## Laufbahn

### Im Verein
Bevor Blum in die Jugendabteilung des SV Waldhof Mannheim eintrat, spielte er in seiner Geburtsstadt Frankenthal beim SC Rot-Weiß. Die Mannheimer verließ er 2004 und schloss sich dem 1. FC Kaiserslautern an. Dort blieb er drei Jahre, bis er zum FC Schalke 04 wechselte, für den er in der B- und A-Junioren-Bundesliga zum Einsatz kam. 2009 kehrte er zu den Waldhöfern zurück. Hier schoss er, ebenfalls in der höchsten deutschen Jugendspielklasse, in elf Spielen vier Tore und wurde daraufhin in der Winterpause der Saison 2009/10 für die Profimannschaft des Drittligisten SV Sandhausen verpflichtet. Dennoch spielte er zunächst in der siebtklassigen Landesliga Rhein-Neckar für die zweite Mannschaft, bevor er am 23. März 2010 erstmals für das erste Team auflief. Bei der 3:0-Auswärtsniederlage gegen die Reserve des VfB Stuttgart wurde er dabei in der 59. Minute beim Stand von 1:0 für Daniel Jungwirth eingewechselt. Bereits in der ersten halben Saison kam er achtmal zum Einsatz. In der Saison 2011/12 spielte er sich in die Anfangsformation des SVS. Auch wenn er im Jahr darauf nur dreimal über die volle Spieldauer eingesetzt wurde, war er weiterhin eine feste Größe auf der linken Offensivseite. 2012 wurde das Team Meister in der 3. Liga und stieg in die 2. Bundesliga auf. Zur Saison 2012/13 verlieh der SV Sandhausen Blum an den Karlsruher SC.
Zur Saison 2014/15 wechselte Blum zum 1. FC Nürnberg, erlitt dort aber noch in der Saisonvorbereitung einen Knorpelschaden und fiel die komplette Hinrunde aus. Am 15. Februar 2015 debütierte er im FCN-Trikot beim 3:1-Sieg gegen den 1. FC Union Berlin. Am 22. Februar 2015 beim Spiel bei Fortuna Düsseldorf erzielte er den ersten Treffer für seinen neuen Verein, nachdem er in der 66. Spielminute für Guido Burgstaller eingewechselt worden war.
Zur Saison 2016/17 wechselte Blum ablösefrei zum Bundesligisten Eintracht Frankfurt, bei dem er einen Einjahresvertrag mit einer Option auf zwei weitere Jahre unterschrieb. Am 10. September 2016 debütierte er bei der 0:1-Niederlage gegen den SV Darmstadt 98 in der Bundesliga. Seinen ersten Bundesligatreffer erzielte er beim 2:2 gegen RB Leipzig am 20. Mai 2017, dem 34. Spieltag jener Saison. Im Mai 2018 gewann Blum mit der Eintracht nach einem 3:1-Finalsieg gegen den FC Bayern München den DFB-Pokal.
Zum Ende der Transferperiode im August 2018 wurde Blum bis zum Ende der Saison 2018/19 an den spanischen Zweitligisten UD Las Palmas verliehen. Anschließend hatte der Verein eine Kaufoption, die jedoch ungenutzt blieb. Blum kam auf 23 Zweitligaeinsätze (13-mal in der Startelf), in denen er ein Tor erzielte.
Zur Saison 2019/20 wechselte Blum zum Zweitligisten VfL Bochum, bei dem er einen Vertrag bis zum 30. Juni 2021 erhielt, welcher sich durch den Bundesligaaufstieg um ein weiteres Jahr verlängerte. Nachdem im Sommer 2022 sein Vertrag in Bochum ausgelaufen war, schloss er sich dem zyprischen Erstligisten APOEL Nikosia an. Bereits nach einem halben Jahr wurde der Vertrag am 14. Januar 2023 wieder aufgelöst. Am 20. Januar 2023 schloss er sich wieder dem 1. FC Nürnberg in der 2. Bundesliga an. Beim Testspiel Ende Januar bei Sparta Prag, das mit 3:1 verloren wurde, lief Blum erstmals seit seinem Weggang 2016 für den FCN wieder auf. In der Folge verpasste Blum wegen Wadenproblemen und einem Muskelfaserriss acht Pflichtspiele und lief für den Club in nur zwei Ligaspielen für insgesamt 25 Minuten auf. Sein leistungsbezogener Vertrag wurde im Anschluss an die neue Spielzeit nicht verlängert.

### In der Nationalmannschaft
Blum wurde mehrmals für verschiedene Nachwuchsauswahlmannschaften des DFB berufen. In der U16 erzielte er im Jahre 2006 in einem Spiel gegen Nordirland nach 6,28 Sekunden bisher das schnellste Tor in den deutschen Juniorennationalteams. Sein Auswahltrainer Jörg Daniel beschrieb Blum als schnell und offensivstark und lobte an ihm seinen starken linken Fuß sowie seine präzisen Schüsse und Flanken. Am 9. Februar 2011 gab Blum gegen die italienische U20-Auswahl sein Debüt für die deutsche U20-Nationalmannschaft, als er in der 46. Spielminute für Shervin Radjabali-Fardi eingewechselt wurde.

## Erfolge
SV Sandhausen
- Aufstieg in die 2. Bundesliga als Meister der 3. Liga: 2012

Karlsruher SC
- Aufstieg in die 2. Bundesliga als Meister der 3. Liga: 2013

Eintracht Frankfurt
- DFB-Pokal-Sieger: 2018
  - Finalist: 2017

VfL Bochum
- Meister der 2. Bundesliga und Aufstieg in die Bundesliga: 2021

## Sonstiges
Blum konvertierte im Sommer 2014 zum sunnitischen Islam.